# Морозов, Виктор Михайлович
Виктор Михайлович Морозов (29 октября 1907 года, Воронеж — 1996, Москва) — советский психиатр, доктор медицинских наук, профессор, член-корреспондент Академии медицинских наук СССР (АМН СССР) (с 1967 года) и Российской академии медицинских наук. Учёный по клинической психиатрии. Член президиума правления Всероссийского общества невропатологов и психиатров. Член ряда учёных советов (Института психиатрии АМН СССР, Института психиатрии Министерства здравоохранения РФ, Института социальной и судебной психиатрии им. В. П. Сербского). Участник Великой Отечественной войны, прошедший через концентрационный лагерь Штукенброк.

## Биография
Виктор Михайлович Морозов родился 29 октября 1907 года в семье академика-вирусолога Михаила Акимовича Морозова и преподавателя музыки Марии Львовны Корякиной. Окончил 8 классов музыкальной школы при Воронежской консерватории. Кроме музыки легко давались иностранные языки (знал немецкий, французский, английский). В 1922 году его семья переехала в Москву.
В 1929 году окончил медицинский факультет Московского государственного университета. В 1935 году Виктор Морозов защитил кандидатскую диссертацию по теме сочетания патологического развития личности с шизофреническим процессом. Впоследствии работал в клинике С. С. Корсакова под руководством П. Б. Ганнушкина.
27 июня 1941 года стал на воинский учёт, а затем был мобилизован и назначен начальником медицинской службы 700-го противотанкового отдельного полка (военврач третьего ранга / капитан медицинской службы). Во время октябрьского наступления вермахта Виктор Морозов попал в плен и был отправлен в пересыльный лагерь в Рославле. Затем три с лишним года провёл в немецком концлагере Штукенброк.
В лагере помогал многим больным, в том числе 15 итальянским лётчикам помог симулировать нейроинфекцию. В итоге «больных» итальянцев отправили в изолятор, что спасло им жизнь. (Уже в 1970-е годы лётчики смогли его разыскать и наградили медалью итальянского движения Сопротивления.)
После войны Виктора Морозова долго проверяли из-за пребывания в плену. Жить в Москве не пустили, и он поселился в Тамбове, где работал в тамбовской психиатрической больнице. Там его нашла жена Нина Яковлевна Усова. Впоследствии у них родился сын. Из-за «дела врачей» была высокая вероятность ареста и Виктор Морозов попросил отца помочь. Михаил Морозов усыновил своего внука на случай если Виктора Морозова посадят.
В 1952 году, после возвращения на кафедру, получил должность доцента. С 1964 он стал профессором. С 1964 по 1976 год возглавлял кафедру психиатрии Центрального института усовершенствования врачей (ЦИУВ). Помог защитить более двадцати кандидатских и докторских диссертаций. О последних его годах отзывались следующим образом: 

Обладая даром творческого долголетия, В. М. Морозов до конца своих дней продолжал исследовательскую деятельность, разрабатывал серьёзнейшие теоретические вопросы научной психиатрии, регулярно публикуя научные статьи. Его доклады последних лет на заседаниях общества психиатров собирали обширную аудиторию маститых учёных, опытных практиков, начинающих психиатров, счастливых свидетелей все более высокого подъёма «планки» изысканной научной мысли этого во всем незаурядного человека. Звучит как легенда, но это подлинный факт — Виктор Михайлович, свободно владеющий несколькими европейскими языками, уже после 80 лет изучил древнегреческий язык и использовал его в своей работе
Скончался в 1996 году. Похоронен на Ваганьковском кладбище (уч. 30).

## Личная жизнь
Сын — Пётр Морозов (1946—2022), учёный-психиатр.

## Профессиональные членства
- Член президиума правления Всероссийского общества невропатологов и психиатров[3];
- Член редколлегии «Журнала невропатологии и психиатрии им. С. С. Корсакова»[3];
- Член редакционного совета Международного медицинского реферативного журнала «Exepta Medica» (раздел «Психиатрия»)[3];
- Член учёного совета Института психиатрии АМН СССР[3];
- Член учёного совета Института психиатрии МЗ РФ[3];
- Член учёного совета Института социальной и судебной психиатрии им. В. П. Сербского[3];
- Член экспертной комиссии ВАК[3].

## Публикации
Автор более 100 научных работ по вопросам общей психопатологии, клиники и терапии психических заболеваний, методологическим проблемам психиатрии, среди них:
- Морозов В. М. О современных направлениях в зарубежной психиатрии и их идейных истоках. — М., 1961.
- Морозов В. М. Избранные труды. — М.: Медиа Медика, 2007.

## Критика
Доктор медицинских наук Наталия Михайловна Михайлова: 

Подлинная интеллигентность, уникальная эрудиция, обширность и глубина научных интересов, неповторимое своеобразие и блеск педагогического таланта, неизменная гражданственность жизненной позиции профессора В. М. Морозова делают его одной из самых ярких фигур в отечественной психиатрии. Виктор Михайлович был живым примером непрерывного самообразования и творческого долголетия. Виктор Михайлович является классиком отечественной психиатрии, его труды составляют ценнейшее наследие и гордость российской медицины и науки.
Доктор медицинских наук, профессор Сергей Алексеевич Овсянников: 

Педагогическая и научная работа, которая сделала его известным не только в узких научных кругах, но и среди практических врачей-психиатров по всей стране, выдвинула его в число ведущих специалистов по психиатрии. О нём даже слагались «легенды» как о человеке, обладавшем исключительными, энциклопедическими знаниями в психиатрии и в смежных с ней науках (истории, философии, этике, социологии, лингвистике и др.). В связи с этим даже в самых отдалённых районах у многих врачей возникало стремление попасть на учёбу для усовершенствования именно к Виктору Михайловичу Морозову и ни к кому другому.

## Память
1 ноября 2017 к 110-летию была торжественно открыта мемориальная доска Виктору Морозову установленная на здании Психиатрической клинической больницы № 1 в Москве. Скульптор доски Константин Зинич.